# Eueides mechanitis
Eueides mechanitis är en fjärilsart som beskrevs av Johann Karl Wilhelm Illiger 1807. Eueides mechanitis ingår i släktet Eueides och familjen praktfjärilar. Inga underarter finns listade i Catalogue of Life.